# 俄国社会民主工党 (布尔什维克)
俄国社会民主工党 (布尔什维克)（俄语：Российская социал-демократическая рабочая партия (большевиков)），正式名称是俄国社会民主工党，是俄国历史上的一个政党。1903年，俄国社会民主工党内部形成布尔什维克派和孟什维克派，布尔什维克派由列宁领导，1912年1月布拉格会议后，布尔什维克派与孟什维克派决裂。1917年4月，布尔什维克派独立建党，仍取名为“俄国社会民主工党”，“俄国社会民主工党 (布尔什维克)”这一名称从未见于当时该党的正式文件中；同年8月，召开俄国社会民主工党 (布尔什维克)第六次代表大会；同年11月7日，发动十月革命，推翻俄国临时政府，建立苏俄政权。1918年3月8日，在俄国共产党（布尔什维克）第七次代表大会结束后，改组为俄国共产党（布尔什维克）。